# روكفيل سنتر (نيويورك)
روكفيل سنتر (بالإنجليزية: Rockville Centre)‏ هي قرية في ولاية نيويورك الأمريكية.
يبلغ عدد سكانها حسب تعداد سنة 2000: 24,568 نسمة. ويبلغ عددهم حسب تقدير 2007 حوالي:23,628 نسمة.

## التركيبة السكانية
حدّد مكتب تعداد الولايات المتحدة بيانات التركيبة السكانية لروكفيل سنتر في تعداد الولايات المتحدة. في ما يلي، التركيبة السكانية حسب تعدادي 2000 و2010.

### تعداد عام 2000
بلغ عدد سكان روكفيل سنتر 24,568 نسمة بحسب تعداد عام 2000، وبلغ عدد الأسر 9,201 أسرة وعدد العائلات 6,470 عائلة مقيمة في القرية. في حين سجلت الكثافة السكانية 2,843.5 نسمة لكل كيلومتر مربع (7,364.6/ميل2). وبلغ عدد الوحدات السكنية 9,419 وحدة بمتوسط كثافة قدره 1,090.2 لكل كيلومتر مربع (2,823.6/ميل2).
وتوزع التركيب العرقي للقرية بنسبة 90.88% من البيض و3.72% من الأمريكيين الأفارقة و0.08% من الأمريكيين الأصليين و1.42% من الأمريكيين ذوي الأصول الآسيوية و0.04% من سكان جزر المحيط الهادئ و2.83% من الأعراق الأخرى و1.03% من عرقين مختلطين أو أكثر و7.72% من الهسبانيون أو اللاتينيون من أي عرق.
بلغ عدد الأسر 9,201 أسرة كانت نسبة 35.6% منها لديها أطفال تحت سن الثامنة عشر تعيش معهم، وبلغت نسبة الأزواج القاطنين مع بعضهم البعض 59.1% من أصل المجموع الكلي للأسر، ونسبة 9% من الأسر كان لديها معيلات من الإناث دون وجود شريك، بينما كانت نسبة 2.3% من الأسر لديها معيلون من الذكور دون وجود شريكة وكانت نسبة 29.7% من غير العائلات. تألفت نسبة 26.9% من أصل جميع الأسر من عدة أفراد يعيشون في نفس المنزل ونسبة 13.7% كانت تتألف من شخص يعيش بمفرده يبلغ من العمر 65 عاماً أو أكثر. وبلغ متوسط حجم الأسرة المعيشية 2.64، أما متوسط حجم العائلات فبلغ 3.25.
بلغ العمر الوسطي للسكان 40.2 عاماً. وكانت نسبة 25.8% من القاطنين تحت سن الثامنة عشر، وكانت نسبة 5.7% بين الثامنة عشر والرابعة والعشرين عاماً، ونسبة 26.1% كانت واقعةً في الفئة العمرية ما بين الخامسة والعشرين والرابعة والأربعين عاماً، ونسبة 25.8% كانت ما بين الخامسة والأربعين والرابعة والستين، ونسبة 15.4% كانت ضمن فئة الخامسة والستين عاماً فما فوق. يوجد لكل 100 أنثى 89.0 ذكر، ويوجد لكل 100 أنثى في الثامنة عشر من عمرها فما فوق 83.2 ذكر.
بلغ متوسط دخل الأسرة في القرية 79,345 دولارًا، أما متوسط دخل العائلة فبلغ 103,315 دولارًا. وكان متوسط دخل الذكور 70,149 دولارًا مقابل 43,800 دولارًا للإناث. وسجل دخل الفرد الخاص بالقرية 40,739 دولارًا. وكانت نسبة 2.8% من العائلات ونسبة 5% من السكان تحت خط الفقر، وكان من هؤلاء نسبة 7.3% تحت سن الثامنة عشر ونسبة 5.7% في الخامسة والستين من العمر وما فوق.

### تعداد عام 2010
بلغ عدد سكان روكفيل سنتر 24,023 نسمة بحسب تعداد عام 2010، وبلغ عدد الأسر 9,258 أسرة وعدد العائلات 6,221 عائلة مقيمة في القرية. في حين سجلت الكثافة السكانية 2,780.4 نسمة لكل كيلومتر مربع (7,201.2/ميل2). وبلغ عدد الوحدات السكنية 9,679 وحدة بمتوسط كثافة قدره 1,120.3 لكل كيلومتر مربع (2,901.6/ميل2).
وتوزع التركيب العرقي للقرية بنسبة 88.67% من البيض و4.57% من الأمريكيين الأفارقة و0.13% من الأمريكيين الأصليين و2.10% من الأمريكيين ذوي الأصول الآسيوية و0.02% من سكان جزر المحيط الهادئ و2.83% من الأعراق الأخرى و1.69% من عرقين مختلطين أو أكثر و9.03% من الهسبانيون أو اللاتينيون من أي عرق.
بلغ عدد الأسر 9,258 أسرة كانت نسبة 32.9% منها لديها أطفال تحت سن الثامنة عشر تعيش معهم، وبلغت نسبة الأزواج القاطنين مع بعضهم البعض 55.9% من أصل المجموع الكلي للأسر، ونسبة 8.7% من الأسر كان لديها معيلات من الإناث دون وجود شريك، بينما كانت نسبة 2.6% من الأسر لديها معيلون من الذكور دون وجود شريكة وكانت نسبة 32.8% من غير العائلات. تألفت نسبة 28.9% من أصل جميع الأسر من عدة أفراد يعيشون في نفس المنزل ونسبة 15.4% كانت تتألف من شخص يعيش بمفرده يبلغ من العمر 65 عاماً أو أكثر. وبلغ متوسط حجم الأسرة المعيشية 2.57، أما متوسط حجم العائلات فبلغ 3.24.
بلغ العمر الوسطي للسكان 43.8 عاماً. وكانت نسبة 24.7% من القاطنين تحت سن الثامنة عشر، وكانت نسبة 6% بين الثامنة عشر والرابعة والعشرين عاماً، ونسبة 21.1% كانت واقعةً في الفئة العمرية ما بين الخامسة والعشرين والرابعة والأربعين عاماً، ونسبة 30.6% كانت ما بين الخامسة والأربعين والرابعة والستين، ونسبة 17.6% كانت ضمن فئة الخامسة والستين عاماً فما فوق. وتوزع التركيب الجنسي للسكان بنسبة 46.9% ذكور و53.1% إناث.

## أعلام
- بام كونراد
- جون ديان رفائيل
- إميل باير
- مات ميلر
- إيمي هارجريفز
- مات ريفيس
- بيلي دونوفان